# Giải vô địch bóng đá trong nhà thế giới 2004
Giải vô địch bóng đá trong nhà thế giới 2004 được tổ chức từ ngày 21 tháng 11 tới 5 tháng 12  tại Đài Loan (với tên chính thức là "Đài Bắc Trung Hoa" do liên quan tới lý do chính trị). Đây là lần thứ năm  Giải vô địch thế giới được tổ chức dưới sự quản lý của cơ quan điều hành bóng đá thế giới. Địa điểm thi đấu là Trung tâm Thể thao Đại học Quốc gia Đài Loan tại thành phố Đài Bắc và Nhà thi đấu Lâm Khẩu ở huyện Đài Bắc (nay là thành phố Tân Bắc).
Tây Ban Nha vô địch giải lần thứ hai liên tiếp sau khi đánh bại Ý trong trận chung kết.

## Vòng loại

### Các quốc gia vượt qua vòng loại
| Giải đấu                                           | Ngày                            | Địa điểm   | Số lượng | Đội tuyển                                             |
| -------------------------------------------------- | ------------------------------- | ---------- | -------- | ----------------------------------------------------- |
| Chủ nhà                                            |                                 |            | 1        | Đài Bắc Trung Hoa                                     |
| Giải vô địch bóng đá trong nhà châu Á 2004         | 16–25 tháng 4 năm 2004          | Macau      | 3        | Iran · Thái Lan · Nhật Bản                            |
| Giải vô địch bóng đá trong nhà châu Phi 2004       | 9 tháng 7 - 3 tháng 9 năm 2004  |            | 1        | Ai Cập                                                |
| Giải vô địch bóng đá trong nhà CONCACAF 2004       |                                 | Costa Rica | 2        | Hoa Kỳ · Cuba                                         |
| Copa América – FIFA Futsal 2003                    | 26 tháng 8 – 1 tháng 9 năm 2003 | Paraguay   | 3        | Paraguay · Argentina · Brasil                         |
| Giải vô địch bóng đá trong nhà châu Đại Dương 2004 |                                 | Australia  | 1        | Úc                                                    |
| Vòng loại UEFA                                     |                                 | Vòng bảng  | 5        | Ukraina · Tây Ban Nha · Cộng hòa Séc · Ý · Bồ Đào Nha |
| Tổng cộng                                          |                                 |            | 16       |                                                       |

## Địa điểm
| Đài Bắc         | Lâm Khẩu             |
| --------------- | -------------------- |
| Nhà thi đấu NTU | Nhà thi đấu Lâm Khẩu |
| Sức chứa: 3.500 | Sức chứa: 15.000     |
|                 |                      |
| Đài BắcLâm Khẩu |                      |

## Vòng 1
(21 tháng 11 - 26 tháng 11)

### Bảng A
| Đội               | Điểm | Trận | T | H | B | BT | BB | HS  |
| ----------------- | ---- | ---- | - | - | - | -- | -- | --- |
| Tây Ban Nha       | 9    | 3    | 3 | 0 | 0 | 19 | 0  | +19 |
| Ukraina           | 6    | 3    | 2 | 0 | 1 | 12 | 8  | +4  |
| Ai Cập            | 3    | 3    | 1 | 0 | 2 | 16 | 12 | +4  |
| Đài Bắc Trung Hoa | 0    | 3    | 0 | 0 | 3 | 2  | 29 | -27 |

| Đài Bắc Trung Hoa | 0 – 12 | Ai Cập            |
| Tây Ban Nha       | 2 – 0  | Ukraina           |
| Đài Bắc Trung Hoa | 0 – 10 | Tây Ban Nha       |
| Ai Cập            | 4 – 5  | Ukraina           |
| Ukraina           | 7 – 2  | Đài Bắc Trung Hoa |
| Ai Cập            | 0 – 7  | Tây Ban Nha       |

### Bảng B
| Đội          | Điểm | Trận | T | H | B | BT | BB | HS  |
| ------------ | ---- | ---- | - | - | - | -- | -- | --- |
| Brasil       | 9    | 3    | 3 | 0 | 0 | 23 | 2  | +21 |
| Cộng hòa Séc | 6    | 3    | 2 | 0 | 1 | 8  | 5  | +3  |
| Thái Lan     | 3    | 3    | 1 | 0 | 2 | 5  | 13 | –8  |
| Úc           | 0    | 3    | 0 | 0 | 3 | 2  | 18 | –16 |

| Úc           | 0 – 10 | Brasil       |
| Cộng hòa Séc | 2 – 1  | Thái Lan     |
| Úc           | 0 – 5  | Cộng hòa Séc |
| Brasil       | 9 – 1  | Thái Lan     |
| Thái Lan     | 3 – 2  | Úc           |
| Brasil       | 4 – 1  | Cộng hòa Séc |

### Bảng C
| Đội      | Điểm | Trận | T | H | B | BT | BB | HS  |
| -------- | ---- | ---- | - | - | - | -- | -- | --- |
| Ý        | 9    | 3    | 3 | 0 | 0 | 15 | 5  | +10 |
| Hoa Kỳ   | 4    | 3    | 1 | 1 | 1 | 7  | 8  | –1  |
| Paraguay | 3    | 3    | 1 | 0 | 2 | 8  | 11 | –3  |
| Nhật Bản | 1    | 3    | 0 | 1 | 2 | 5  | 11 | –6  |

| Ý        | 6 – 3 | Hoa Kỳ   |
| Nhật Bản | 4 – 5 | Paraguay |
| Ý        | 5 – 0 | Nhật Bản |
| Hoa Kỳ   | 3 – 1 | Paraguay |
| Paraguay | 2 – 4 | Ý        |
| Hoa Kỳ   | 1 – 1 | Nhật Bản |

### Bảng D
| Đội        | Điểm | Trận | T | H | B | BT | BB | HS  |
| ---------- | ---- | ---- | - | - | - | -- | -- | --- |
| Argentina  | 9    | 3    | 3 | 0 | 0 | 10 | 1  | +9  |
| Bồ Đào Nha | 6    | 3    | 2 | 0 | 1 | 9  | 1  | +8  |
| Iran       | 3    | 3    | 1 | 0 | 2 | 9  | 13 | –4  |
| Cuba       | 0    | 3    | 0 | 0 | 3 | 3  | 16 | –13 |

| Iran       | 0 – 4 | Bồ Đào Nha |
| Cuba       | 0 – 3 | Argentina  |
| Iran       | 8 – 3 | Cuba       |
| Bồ Đào Nha | 0 – 1 | Argentina  |
| Argentina  | 6 – 1 | Iran       |
| Bồ Đào Nha | 5 – 0 | Cuba       |

## Vòng 2
(28 tháng 11 - 1 tháng 12)

### Bảng E
| Đội          | Điểm | Trận | T | H | B | BT | BB | HS |
| ------------ | ---- | ---- | - | - | - | -- | -- | -- |
| Ý            | 7    | 3    | 2 | 1 | 0 | 6  | 2  | +4 |
| Tây Ban Nha  | 6    | 3    | 2 | 0 | 1 | 7  | 4  | +3 |
| Bồ Đào Nha   | 4    | 3    | 1 | 1 | 1 | 9  | 7  | +2 |
| Cộng hòa Séc | 0    | 3    | 0 | 0 | 3 | 4  | 13 | –9 |

| Tây Ban Nha  | 2 – 0 | Cộng hòa Séc |
| Ý            | 0 – 0 | Bồ Đào Nha   |
| Tây Ban Nha  | 2 – 3 | Ý            |
| Cộng hòa Séc | 4 – 8 | Bồ Đào Nha   |
| Tây Ban Nha  | 3 – 1 | Bồ Đào Nha   |
| Cộng hòa Séc | 0 – 3 | Ý            |

### Bảng F
| Đội       | Điểm | Trận | T | H | B | BT | BB | HS |
| --------- | ---- | ---- | - | - | - | -- | -- | -- |
| Brasil    | 9    | 3    | 3 | 0 | 0 | 16 | 7  | +9 |
| Argentina | 4    | 3    | 1 | 1 | 1 | 3  | 3  | 0  |
| Ukraina   | 4    | 3    | 1 | 1 | 1 | 4  | 7  | –3 |
| Hoa Kỳ    | 0    | 3    | 0 | 0 | 3 | 7  | 13 | –6 |

| Brasil    | 6 – 1 | Ukraina   |
| Argentina | 2 – 1 | Hoa Kỳ    |
| Brasil    | 2 – 1 | Argentina |
| Ukraina   | 3 – 1 | Hoa Kỳ    |
| Brasil    | 8 – 5 | Hoa Kỳ    |
| Ukraina   | 0 – 0 | Argentina |

## Vòng chung kết
|  | Bán kết                       | Bán kết |                               |   | Chung kết | Chung kết |
|  |                               |         |                               |   |           |           |
|  | 3 tháng 12 năm 2004 - Đài Bắc |         |                               |   |           |           |
|  |                               |         |                               |   |           |           |
|  | Brasil                        | 2 (4)   |                               |   |           |           |
|  | Brasil                        | 2 (4)   | 5 tháng 12 năm 2004 - Đài Bắc |   |           |           |
|  | Tây Ban Nha (p)               | 2 (5)   |                               |   |           |           |
|  | Tây Ban Nha (p)               | 2 (5)   | Tây Ban Nha                   | 2 |           |           |
|  | 3 tháng 12 năm 2004 - Đài Bắc |         | Tây Ban Nha                   | 2 |           |           |
|  |                               | Ý       | 1                             |   |           |           |
|  | Argentina                     | Ý       | 1                             | 4 |           |           |
|  | Argentina                     |         |                               | 4 |           |           |
|  | Ý                             | 7       |                               |   |           |           |
|  | Ý                             | 7       | Trang hạng ba                 |   |           |           |
|  |                               |         |                               |   |           |           |
|  | 5 tháng 12 năm 2004 - Đài Bắc |         |                               |   |           |           |
|  |                               |         |                               |   |           |           |
|  | Brasil                        | 7       |                               |   |           |           |
|  | Brasil                        | 7       |                               |   |           |           |
|  | Argentina                     | 4       |                               |   |           |           |

### Bán kết
| Brasil               | 2 – 2 (hp) (4–5 p) | Tây Ban Nha              |
| -------------------- | ------------------ | ------------------------ |
| Pablo 26' · Simi 35' | Chi tiết           | 23' Andreu · 35' Marcelo |

| Argentina | 4 – 7    | Ý |
| --------- | -------- | - |
|           | Chi tiết |   |

### Tranh hạng ba
| Brasil | 7 – 4    | Argentina |
| ------ | -------- | --------- |
|        | Chi tiết |           |

### Chung kết
| Tây Ban Nha            | 2 – 1    | Ý           |
| ---------------------- | -------- | ----------- |
| Kike 24' · Marcelo 30' | Chi tiết | 40' Zanetti |

## Vô địch
| Đội vô địch FIFA Futsal World Championships 2004 |
| ------------------------------------------------ |
| · Tây Ban Nha · Lần thứ hai                      |

## Danh sách ghi bàn hàng đầu
10 cầu thủ ghi nhiều bàn thắng nhất:
| Thứ hạng | Cầu thủ        | Quốc gia     | Bàn thắng |
| -------- | -------------- | ------------ | --------- |
| 1        | Falcão         | Brasil       | 13        |
| 2        | Indio          | Brasil       | 10        |
| 3        | Marcelo        | Tây Ban Nha  | 9         |
| 4        | Joel           | Bồ Đào Nha   | 7         |
| 4        | Simi           | Brasil       | 7         |
| 6        | Abou El Komsan | Ai Cập       | 6         |
| 6        | Javi Rodríguez | Tây Ban Nha  | 6         |
| 8        | Johnny Torres  | Hoa Kỳ       | 5         |
| 8        | Michal Mares   | Cộng hòa Séc | 5         |
| 8        | Sandro Zanetti | Ý            | 5         |